# Caudron C.74
Dimensions
Le Caudron C.74 était un prototype d’avion de ligne français, construit en 1922. Ce biplan quadrimoteur devait emporter 10 passagers. L’unique prototype s’est écrasé lors d’une compétition, une semaine après son premier vol, ce qui mit fin au projet.